# (8703) Nakanotadao
(8703) Nakanotadao est un astéroïde de la ceinture principale.

## Description
(8703) Nakanotadao est un astéroïde de la ceinture principale. Il fut découvert le 15 décembre 1993 à Ōizumi par Takao Kobayashi. Il présente une orbite caractérisée par un demi-grand axe de 2,33 UA, une excentricité de 0,04 et une inclinaison de 5,0° par rapport à l'écliptique.

## Compléments